# 다케모토 신페이
타케모토 신페이(일본어: 竹本 慎平, 1993년 9월 16일 ~ )는 일본의 전 칸사이 쟈니즈 Jr.이다.
오사카부 출신.

## 약력
- 2007년, 쟈니즈 사무소에 입소.
- 2012년, 쟈니즈 사무소를 퇴소.